# Chaetocalathus
Chaetocalathus es un género de hongos en la familia Marasmiaceae.